# Delosperma acuminatum
Delosperma acuminatum är en isörtsväxtart som beskrevs av L. Bol.. Delosperma acuminatum ingår i släktet Delosperma, och familjen isörtsväxter. Inga underarter finns listade i Catalogue of Life.